# Cortinarius uliginosus
Cortinarius uliginosus (Miles Joseph Berkeley, 1860) din încrengătura Basidiomycota, în familia Cortinariaceae și de genul Cortinarius este o specie rară de ciuperci otrăvitoare care coabitează, fiind un simbiont micoriza (formează micorize pe rădăcinile arborilor). O denumire populară nu este cunoscută. În România, Basarabia și Bucovina de Nord trăiește solitar sau în grupuri mici pe sol umed și acru în zone ude cum ar fi smârcuri, turbării sau maluri de pârâu, prin păduri aluvionare, ocazional și în cele mixte, adesea printre mușchi de turbă, preponderent sub salcii, dar, de asemenea, pe lângă arini și mesteceni. Apare de la câmpie la deal din (iulie) august până în noiembrie.

## Taxonomie

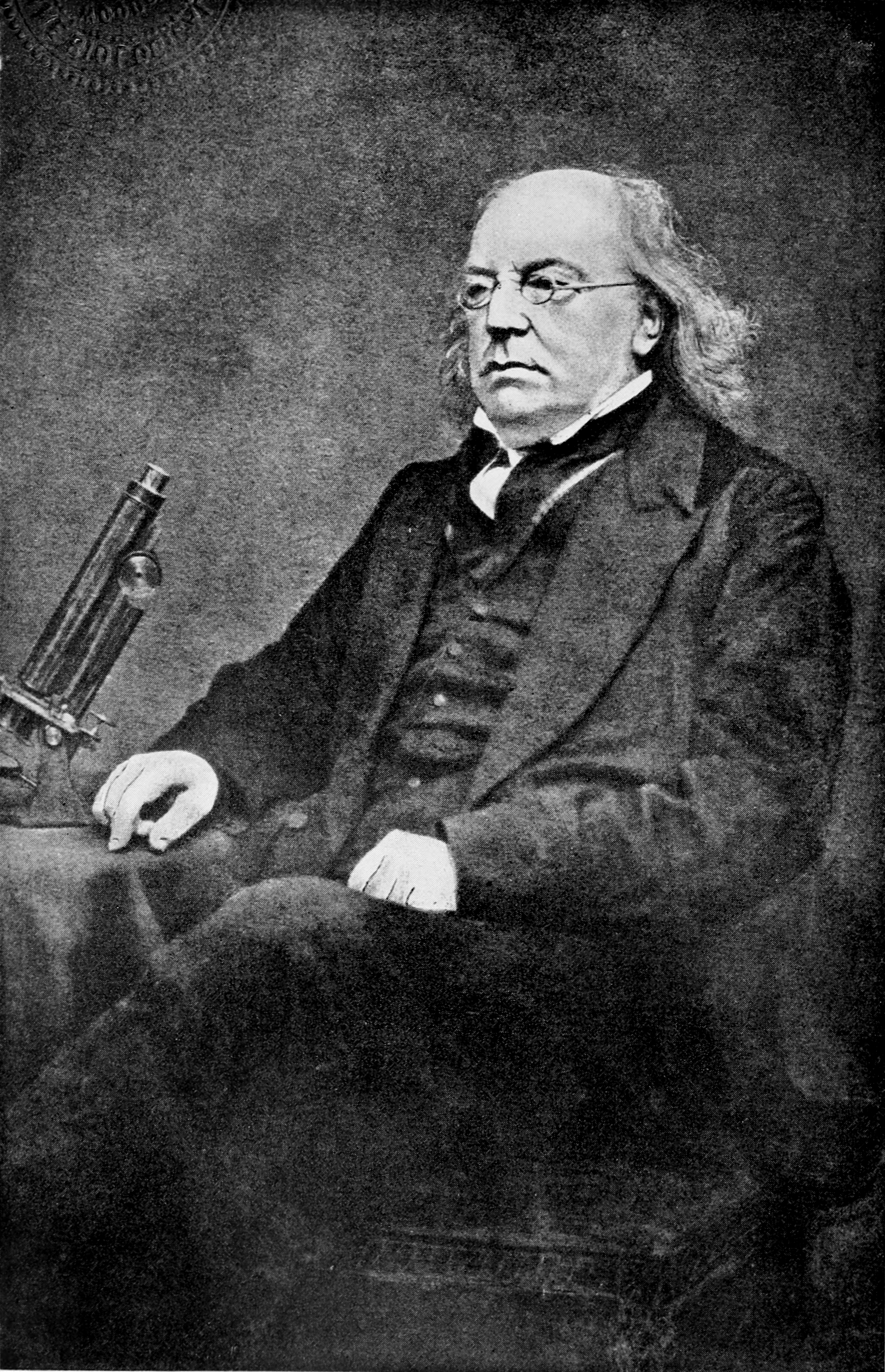
Miles Joseph Berkeley

Numele binomial Cortinarius uliginosus a fost determinat de micologul englez Miles Joseph Berkeley în cartea sa Outlines of British fungology, containing characters of above a thousand species of fungi and a complete list of all that have been described as natives of the British Isles din 1860, fiind și numele curent valabil (2023).
Sinonime obligatorii sunt Gomphos uliginosus, a micologul german Otto Kuntze din 1891 și Dermocybe uliginosa a micologul austriac Meinhard Michael Moser din 1974, ambele bazând pe descrierea lui Berkeley, dar și toți ceilalți taxoni sunt acceptați.
Epitetul specific este derivat din cuvântul latin (latină uliginosus=mlăștinos, ud), datorită locului de aparență preferat.

## Descriere

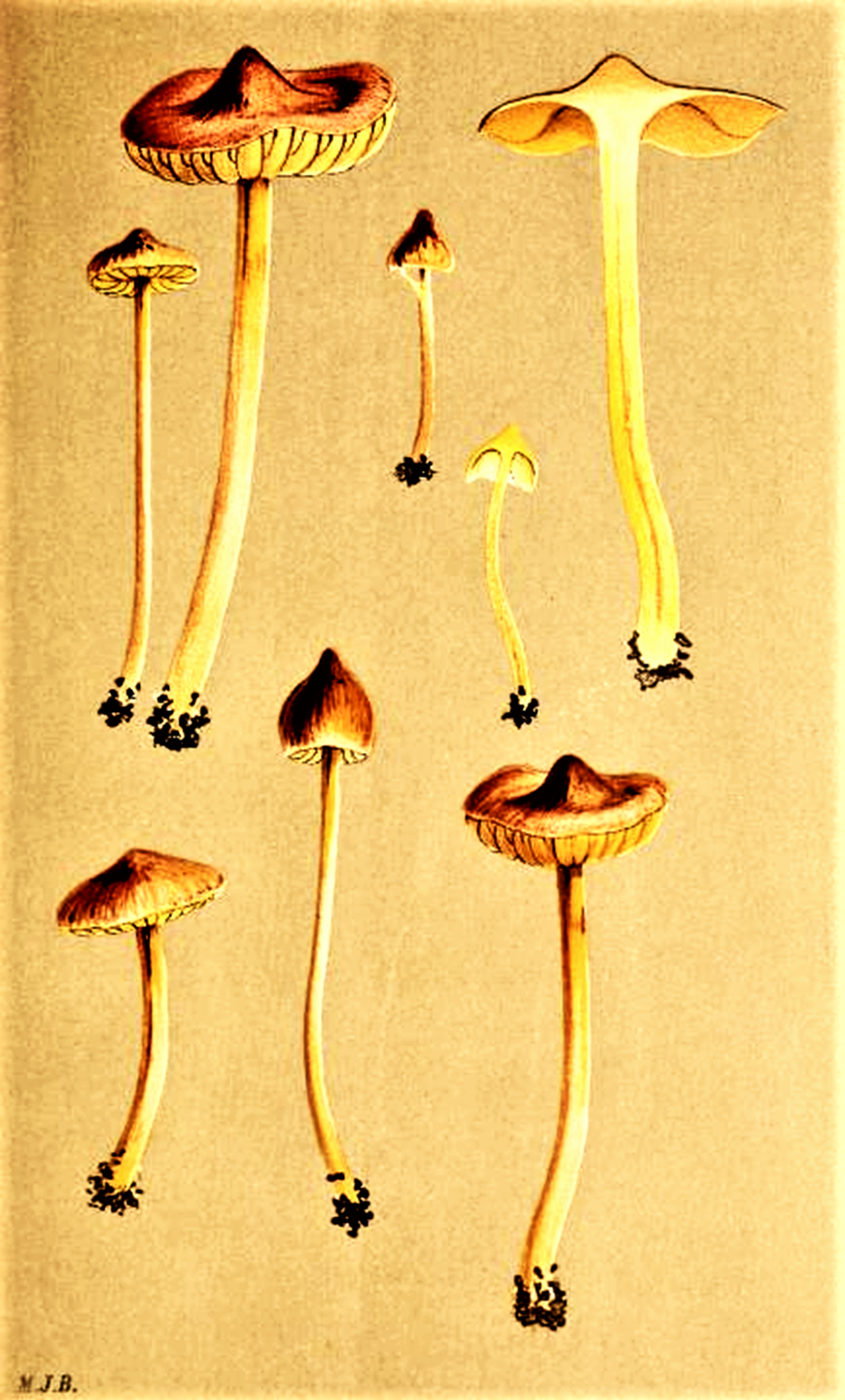
Cooke - Cortinarius uliginosus

- Pălăria: destul de subțire are un diametru între 2,5 și 5,5 (7) cm, este convexă de obicei cu o cocoașă tocită, uneori aproape ca o papilă, ocazional și extrem de ascuțit conică, dezvoltând adesea o margine ondulată. Cuticula uscată, ușor higrofană, prezintă la început o suprafață fin tomentoasă, acoperită de fibrile radiale gălbuie (cel mai vizibil lângă margine), datorită resturilor vălului, devine la maturitate frumos mătăsoasă, în vârstă golașă și lucioasă. Coloritul este variabil, dar de obicei portocaliu viu până portocaliu-arămiu sau brun-portocaliu, ocazional cărămiziu, la bătrânețe chiar brun-roșcat închis cu marginea puțin mai palidă decât regiunea centrală.
- Lamelele: sunt subțiri, moderat aglomerate, cu lameluțe intercalate de lungime diferită, parțial bifurcate, plat bombate, în tinerețe nu rar încrețite și ondulate, și lat aderate la picior, decurgând adesea cu un dinte, fiind învăluite la început de o cortină deschis portocaliu roșiatică, rest al vălului parțial. Coloritul inițial galben de lămâie strălucitor devine cu timpul galben murdar, brun-portocaliu până brun-șofrăniu și în sfârșit brun-ruginiu. Muchiile sterile, neuniforme până la puțin crestate sunt mai palide.
- Piciorul: cilindric, ocazional cu baza ușor umflată, fibros și plin pe dinăuntru are o lungime de 4-8 cm și o lățime de 0,5-1 cm, suprafața fiind umedă cu fibre fine longitudinale. Coloritul gălbui până la galben-maroniu, spre vârf gălbui pal, iar la bază brun-roșcat închis este atârnat cu rămășițe de văl roșiatice când este tânăr. Nu prezintă un inel.
- Carnea: este în tinerețe galbenă în tulpină, în coajă mai închisă, în pălărie murdar galben-verzuie sau murdar pală, dar mai târziu pal portocaliu-maronie și mai brun-gălbuie cu o tentă roșiatică în tulpină. Nu se decolorează după tăiere. Mirosul este inițial nesemnificativ, ceva stătut, apoi mai mult sau mai puțin de varză, ridiche cu nuanțe de iod și gustul slab amar.[3][4]
- Caracteristici microscopice: are spori brun-gălbui, neamilozi, elipsoidali, în formă de sâmbure, clar verucoși, cu o mărime de 8-10/5-5,5-6 microni, uneori mai mari (pot ajunge la 15/7 μm). Pulberea lor este brun-ruginie. Basidiile clavate cu 4 sterigme fiecare au o dimensiune de 28-32 x 7-9  microni. Hifele pileocistidelor (elemente sterile de pe suprafața pălăriei), până la 10-12 μm, hifele subcutanate ajung până la 18 μm în diametru. Se pot observa catarame abundente. În pigmentație, specia este una dintre Dermocybele cu cel mai mare număr de pigmenți cu antrachinonă. Până acum, au fost identificate endocrocină, dermorubină, dermoluteină și diverși dintre acești pigmenți în formă legată de glicozide. Ar trebui să existe și alți pigmenți în concentrații foarte mici. Exemplarele mai tinere prezintă adesea o mulțime de cheilocistide (elemente sterile situate pe muchia lamelor) lobate până la cilindrice de 25-30 (35) x 5-6 microni. Hifele tulpinii au, de asemenea, o grosime de 8-12 μm, cu un anumit conținut roșu la suprafață (hife ale vălului).[7]
- Reacții chimice: cuticula, carnea și lamelele se decolorează cu o soluție de hidroxid de potasiu imediat negru sau brun-negricios.[7]

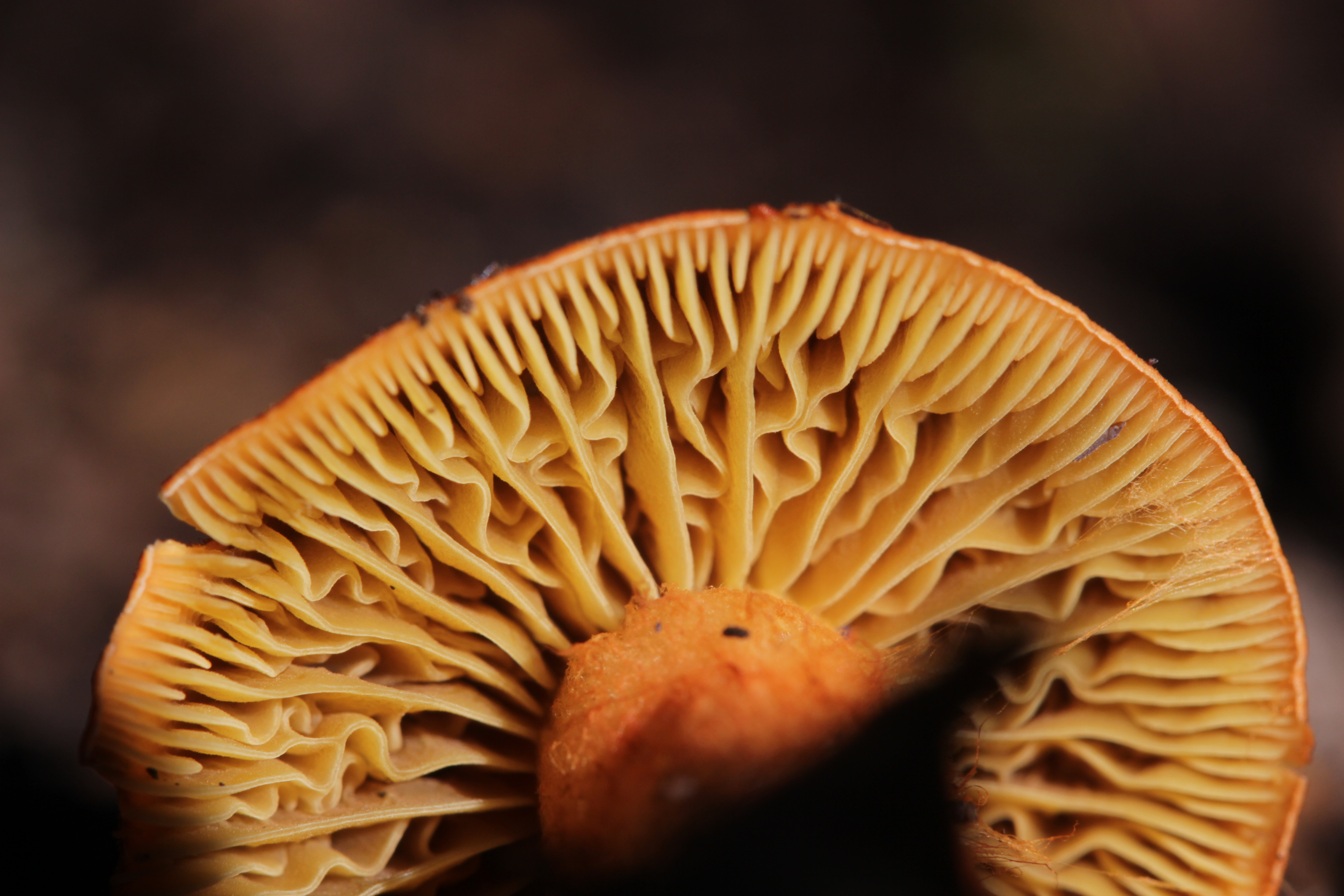
C. uliginosus, lamele în stadiu tânăr
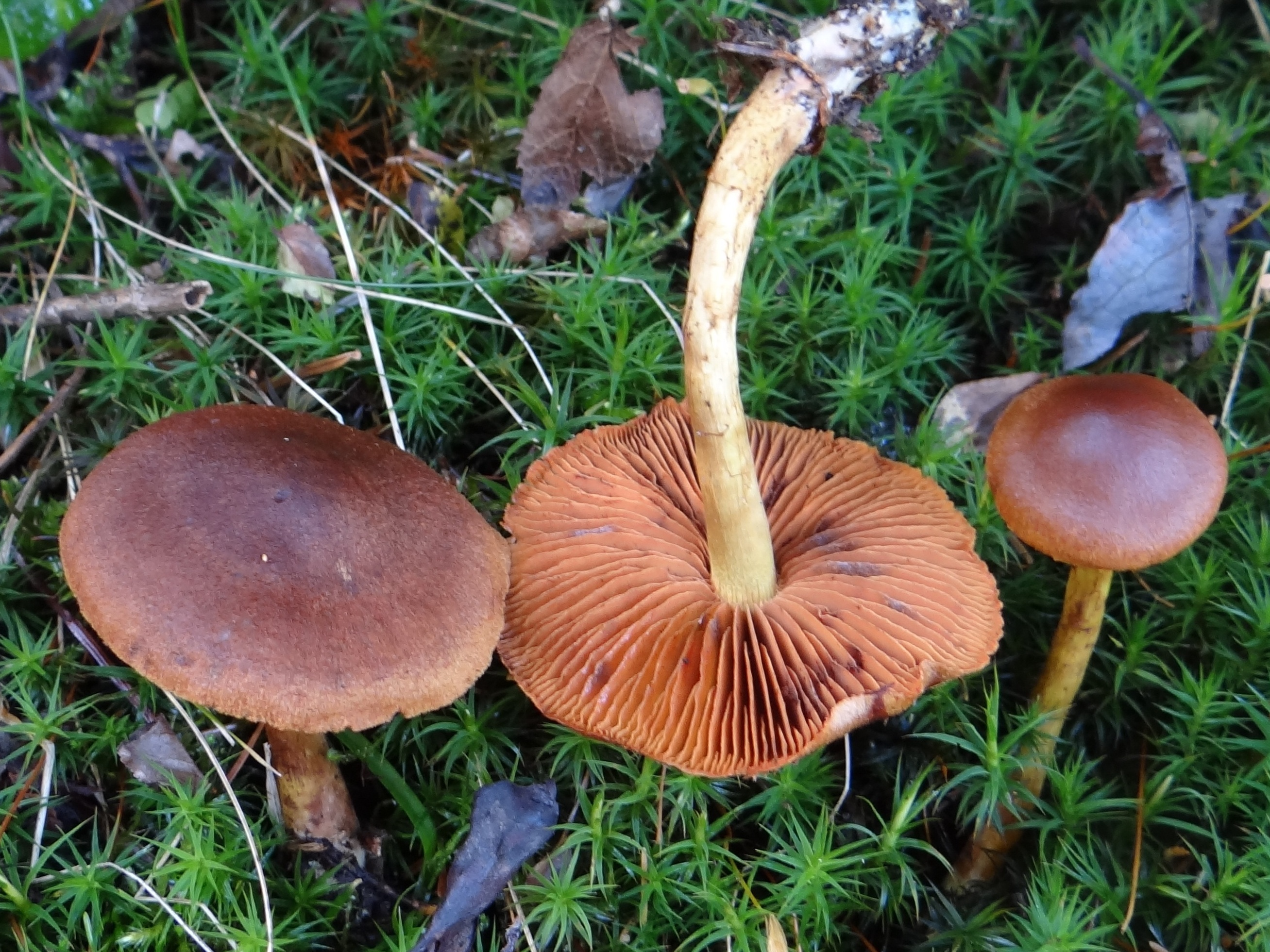
C. uliginosus, pălărie lamele și picior
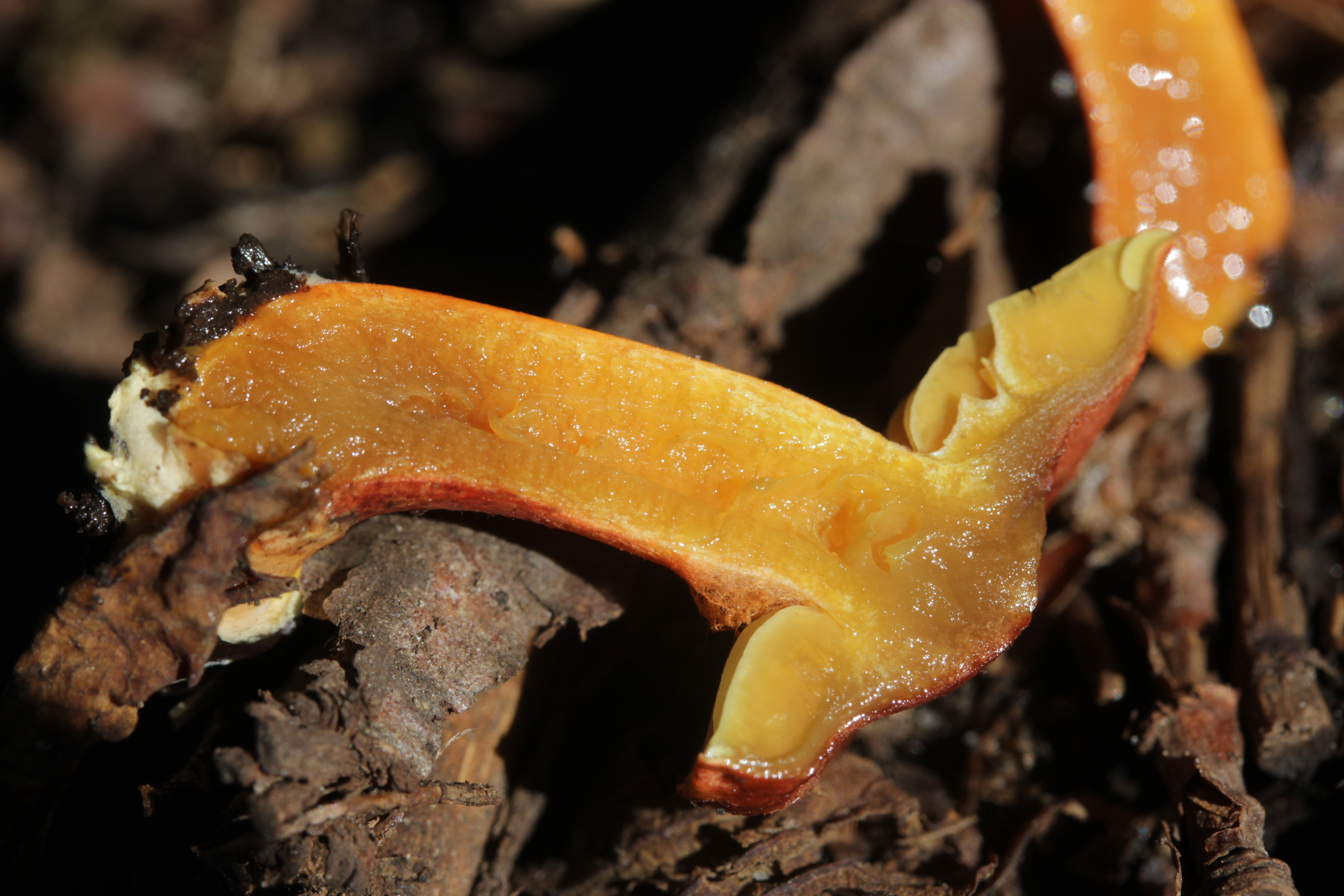
C. uliginosus, secțiune longitudinală

## Confuzii
Cortinarius uliginosus poate fi confundat de exemplu cu Cortinarius bataillei (necomestibil) Cortinarius cagei sin. Cortinarius bicolor (necomestibil), Cortinarius cinnabarinus (otrăvitor), Cortinarius cinnamomeus (otrăvitor), Cortinarius croceus (otrăvitor), Cortinarius hinnuleus (necomestibil), Cortinarius limonius (letal) Cortinarius malicorius (otrăvitor), Cortinarius obtusus (necomestibil), Cortinarius orellanus (mortal), Cortinarius rubellus (mortal) Cortinarius sanguineus (otrăvitor) sau Cortinarius semisanguineus (otrăvitor).

## Specii asemănătoare în imagini

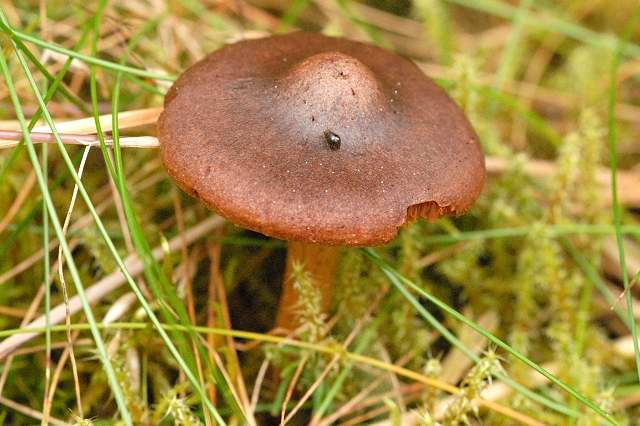
!Cortinarius.bataillei!
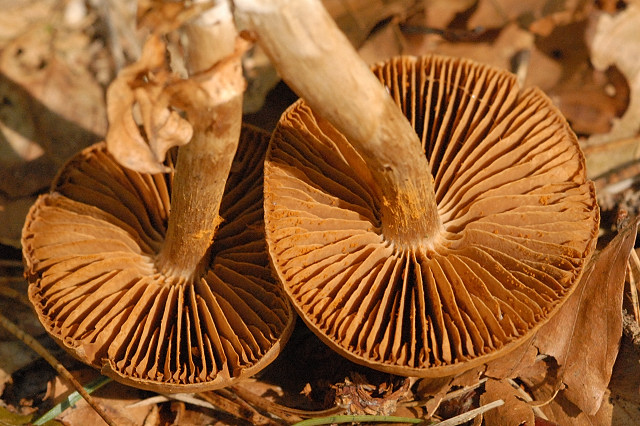
!Cortinarius cagei!
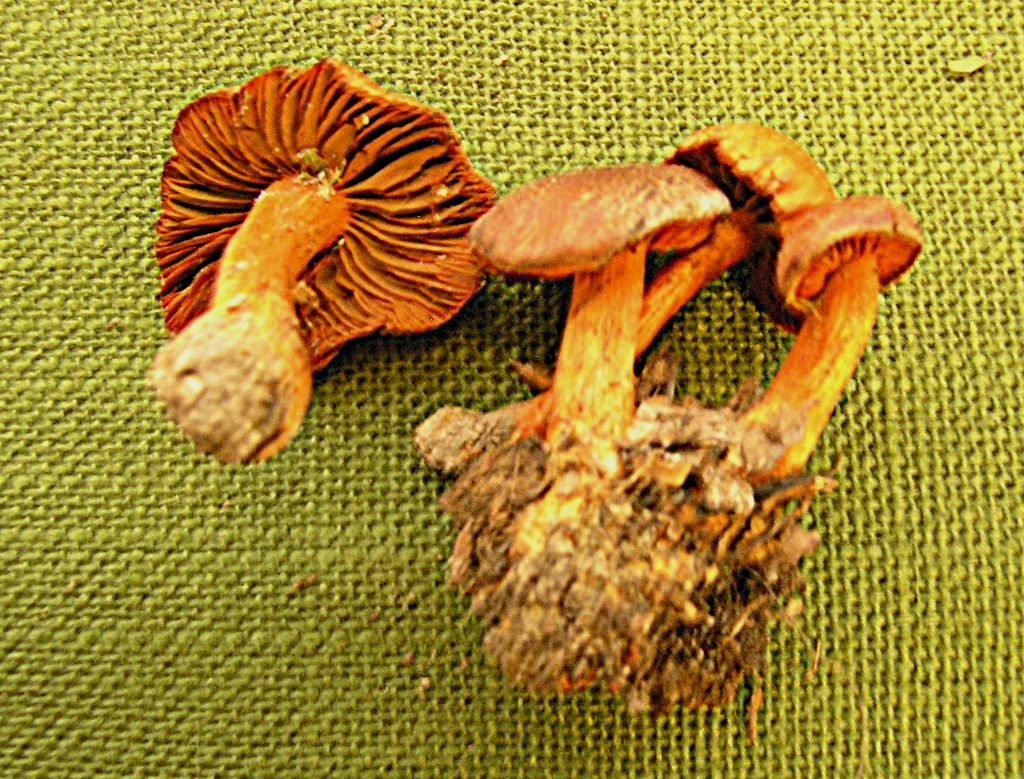
!!Cortinarius cinnabarinus!!
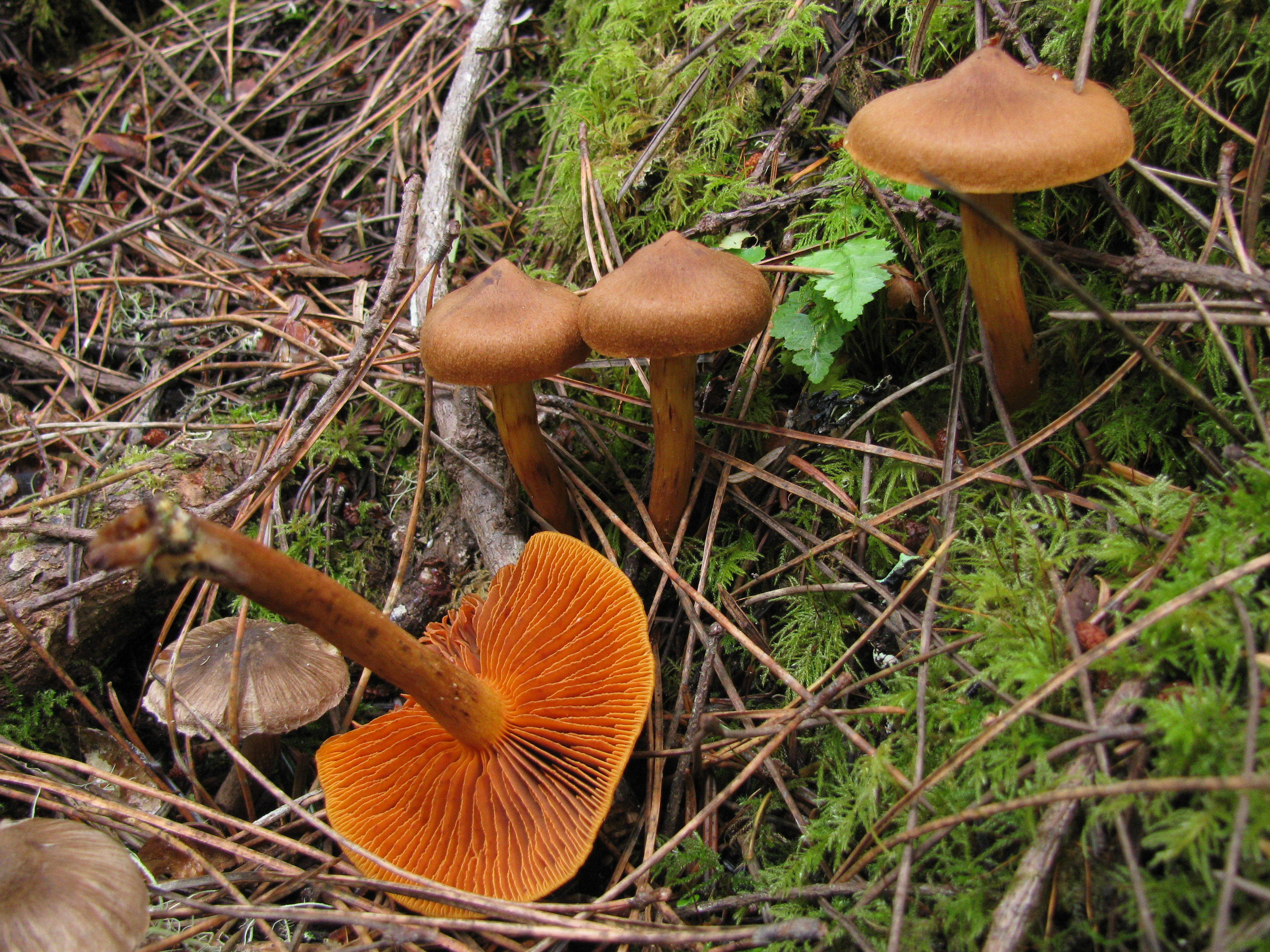
!!Cortinarius cinnamomeus!!
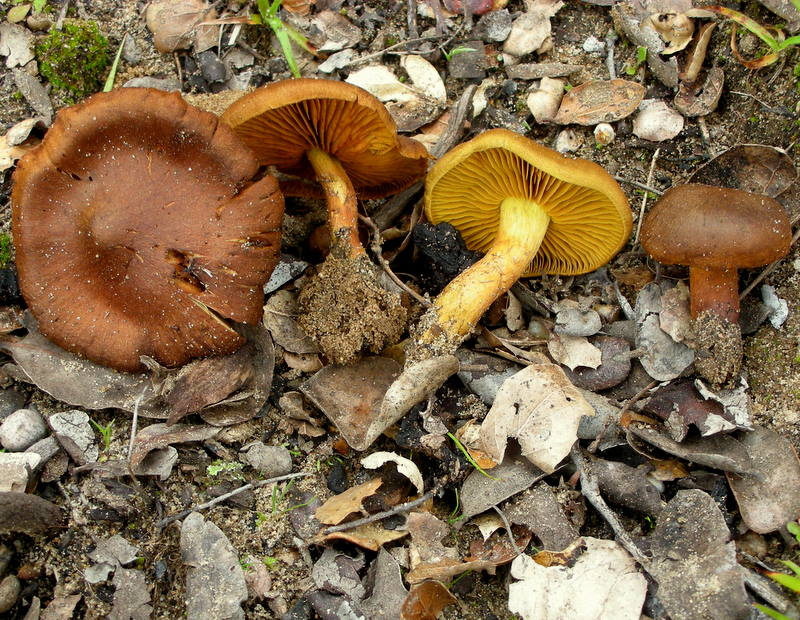
!!Cortinarius croceus!!
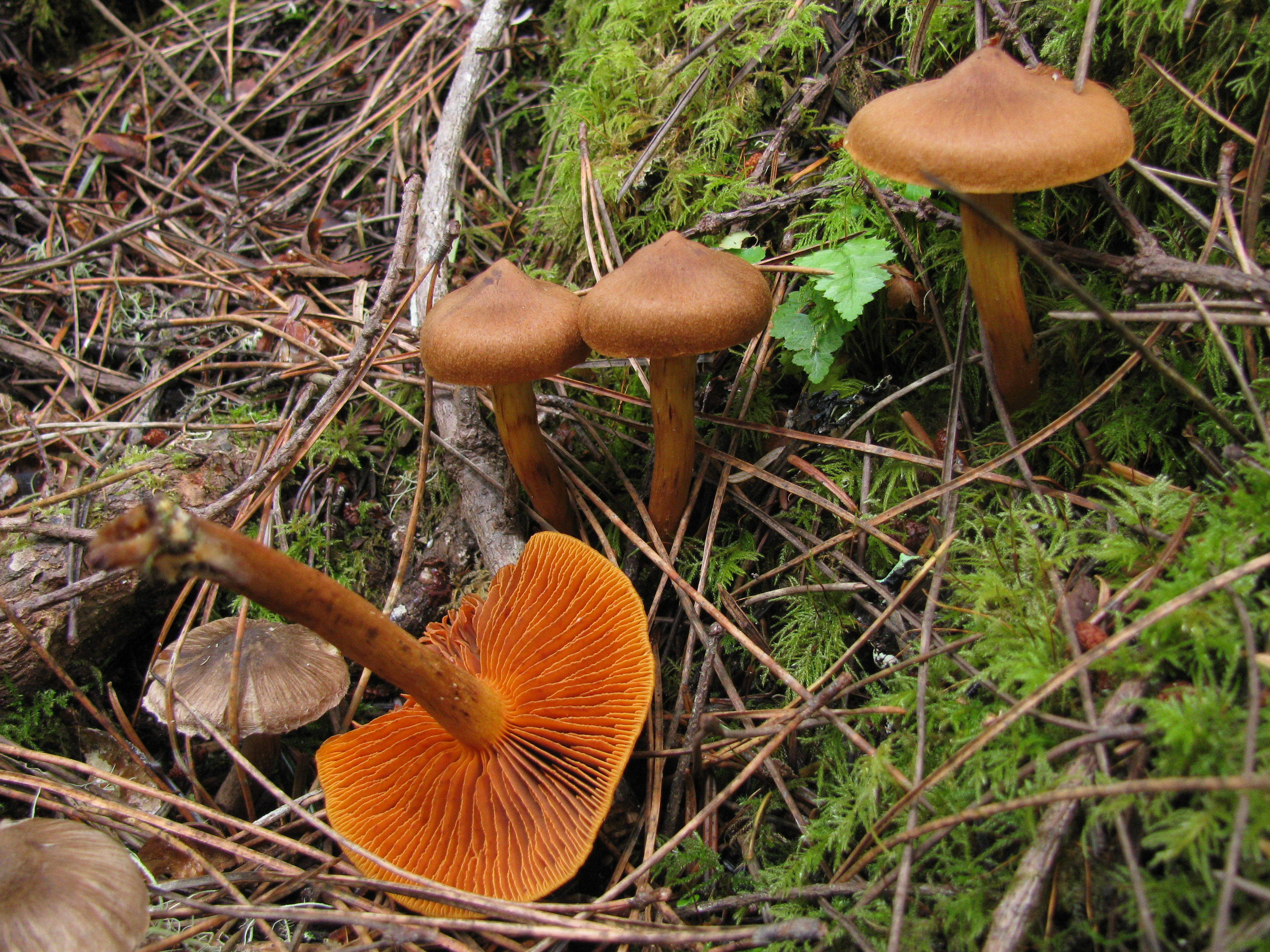
!!Cortinarius cinnamomeus!!

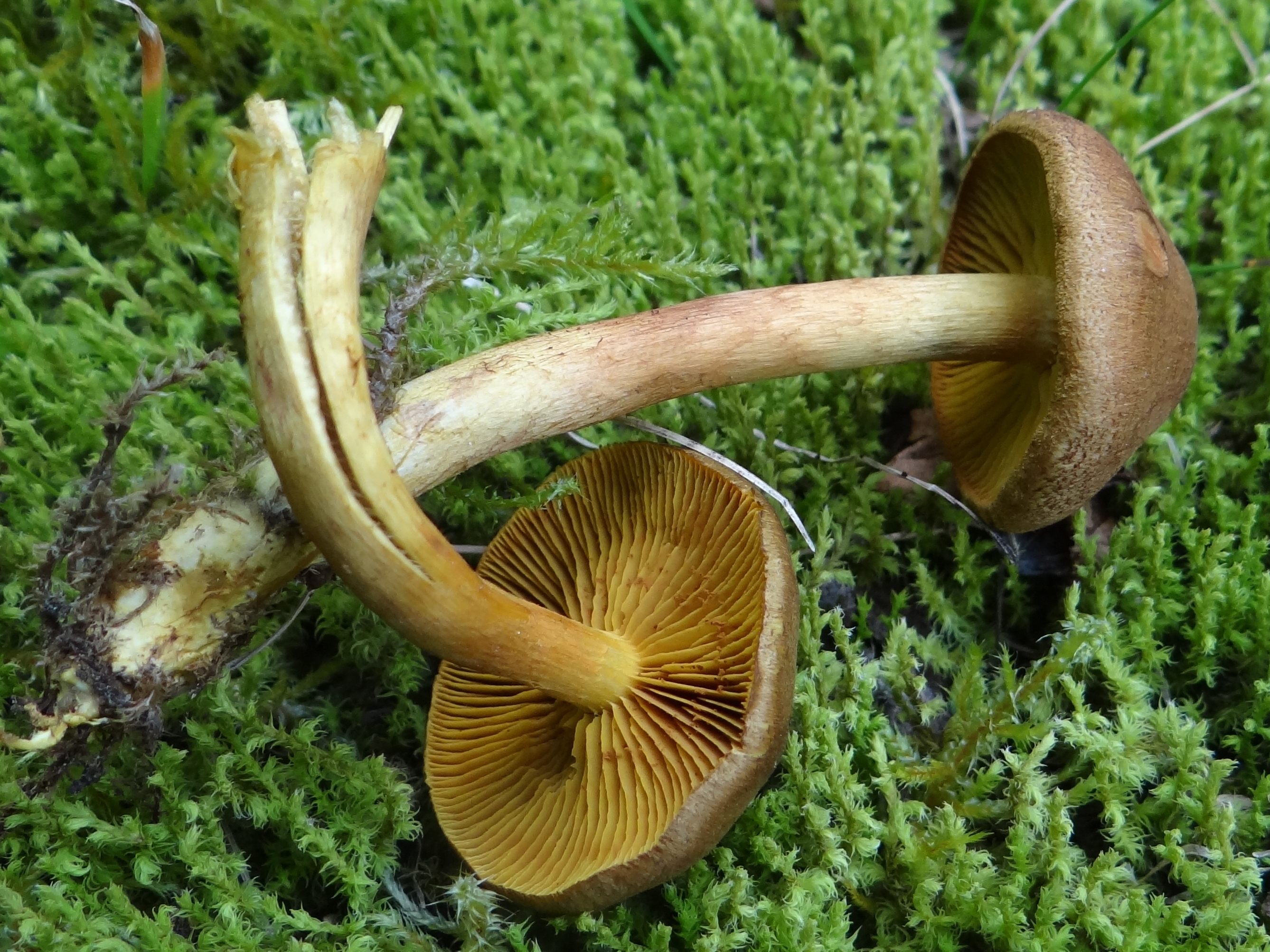
!!Cortinarius croceus!!
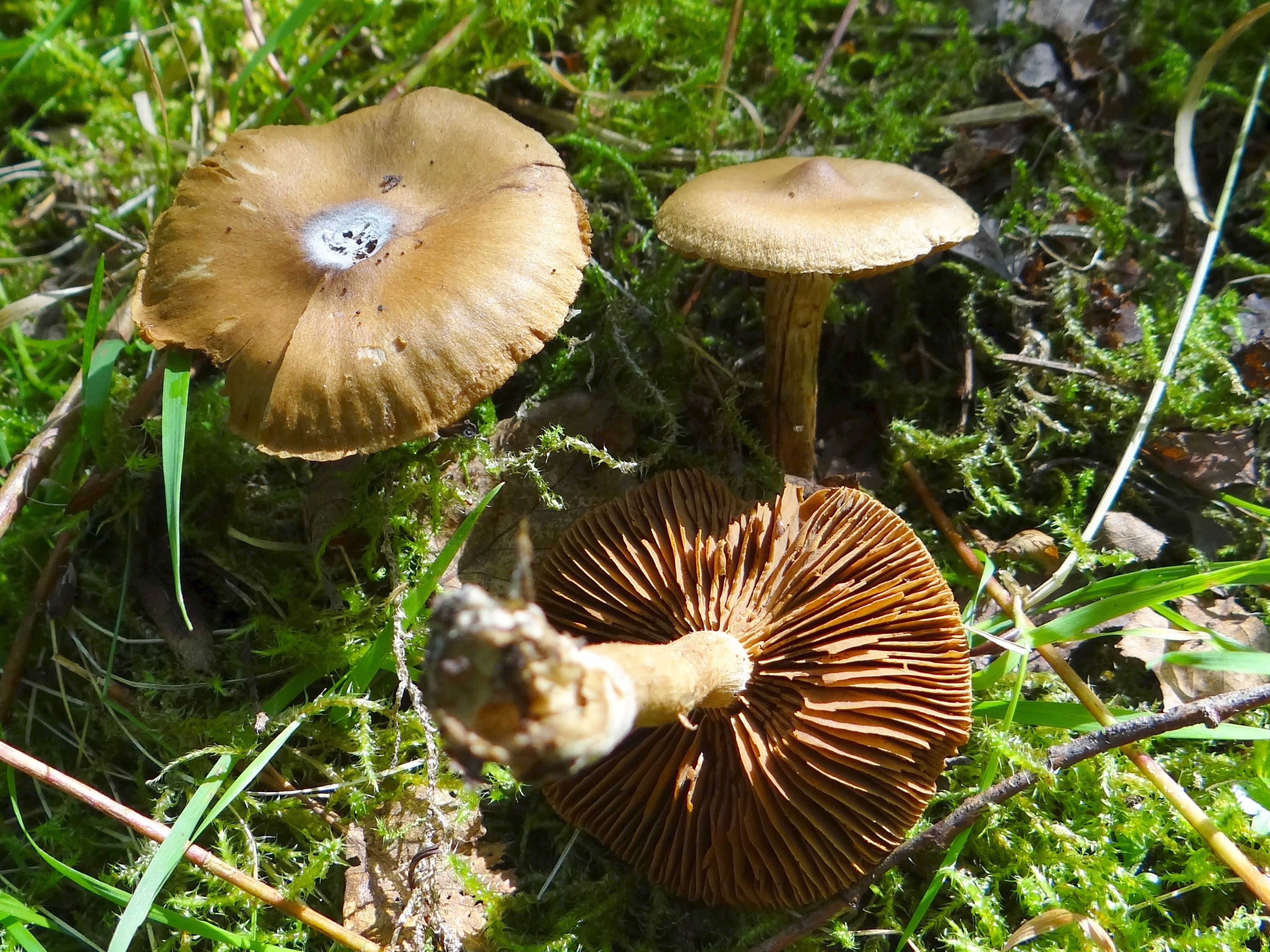
!Cortinarius hinnuleus!
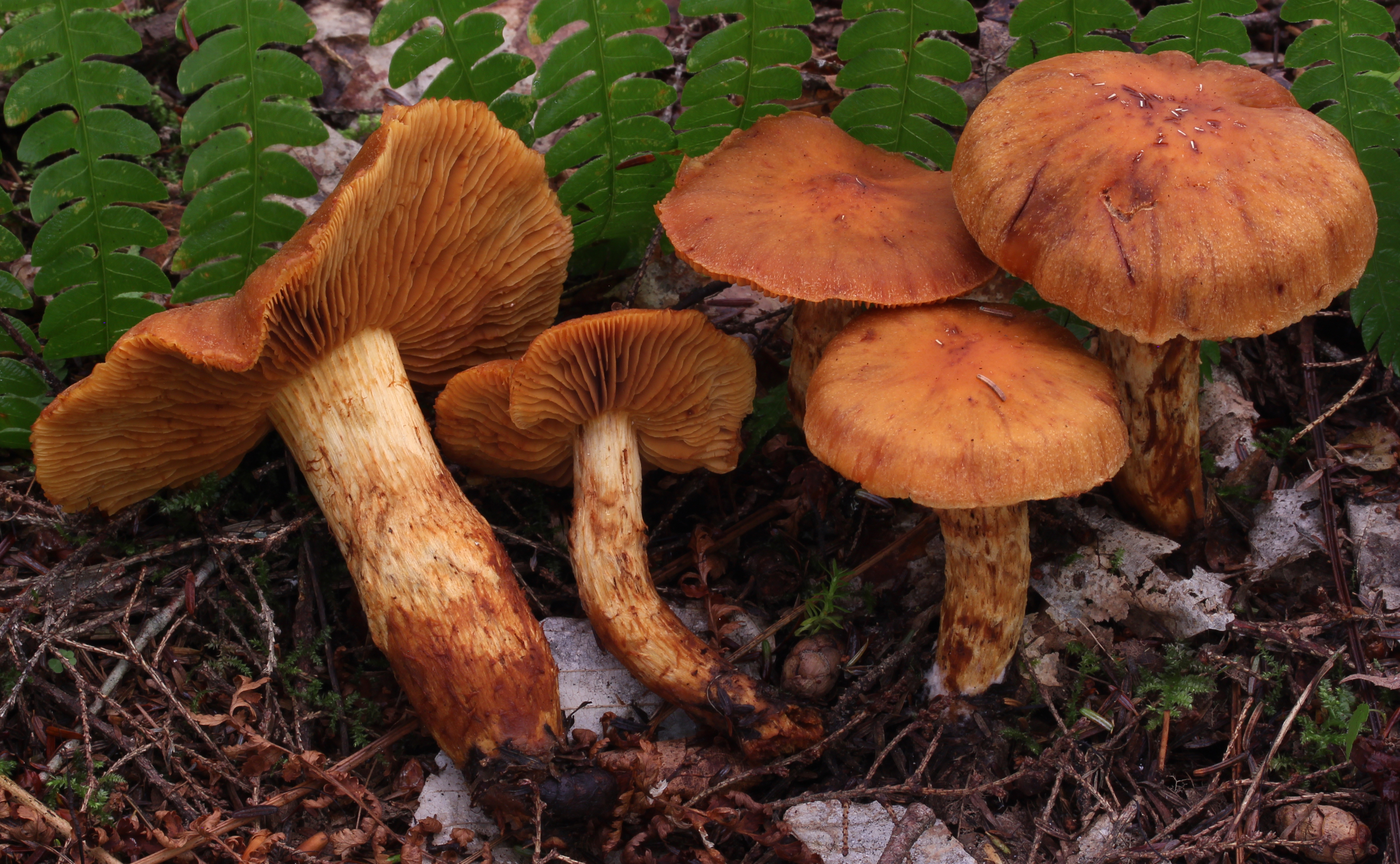
!!!Cortinarius limonius!!!
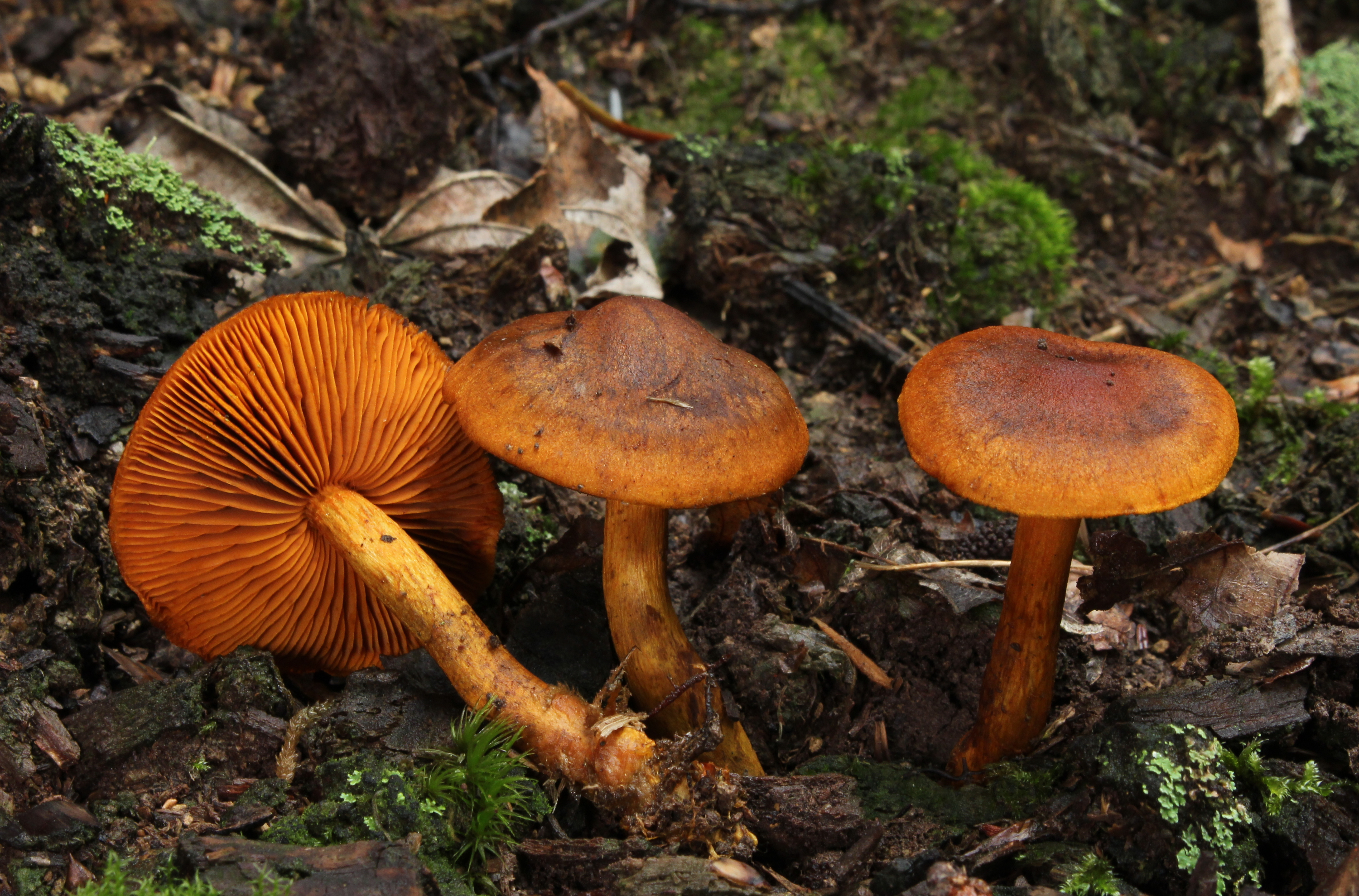
!!Cortinarius malicorius!!
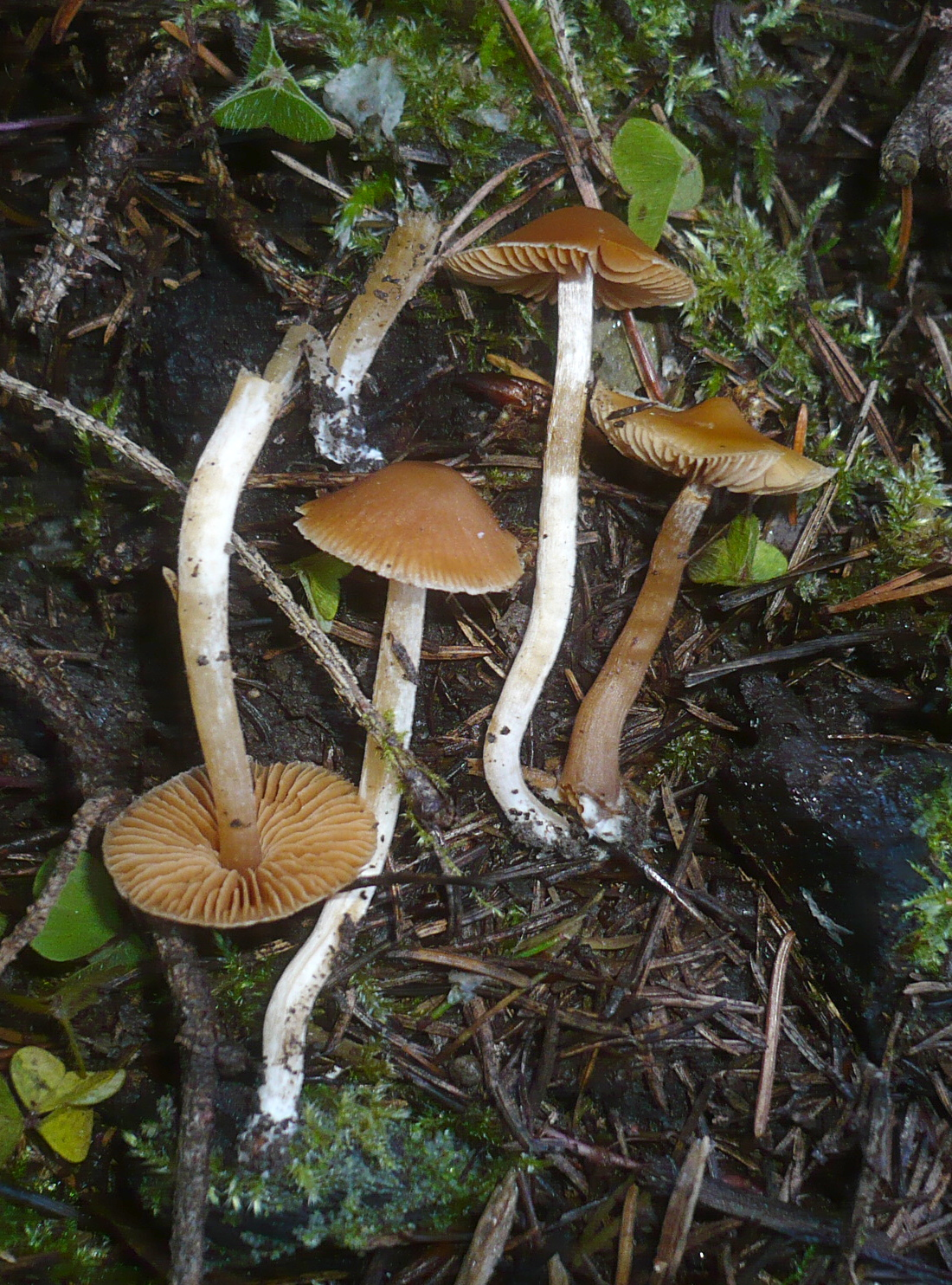
!Cortinarius obtusus!

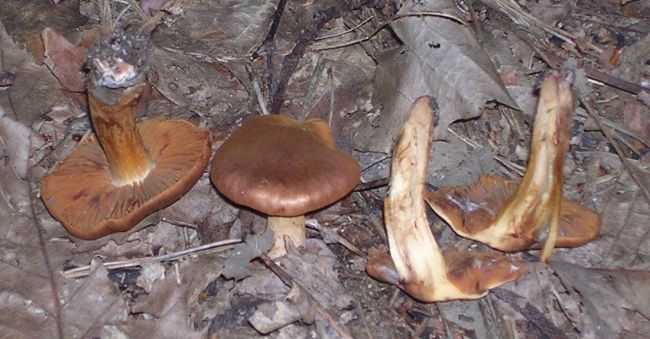
!!!Cortinarius orellanus!!!
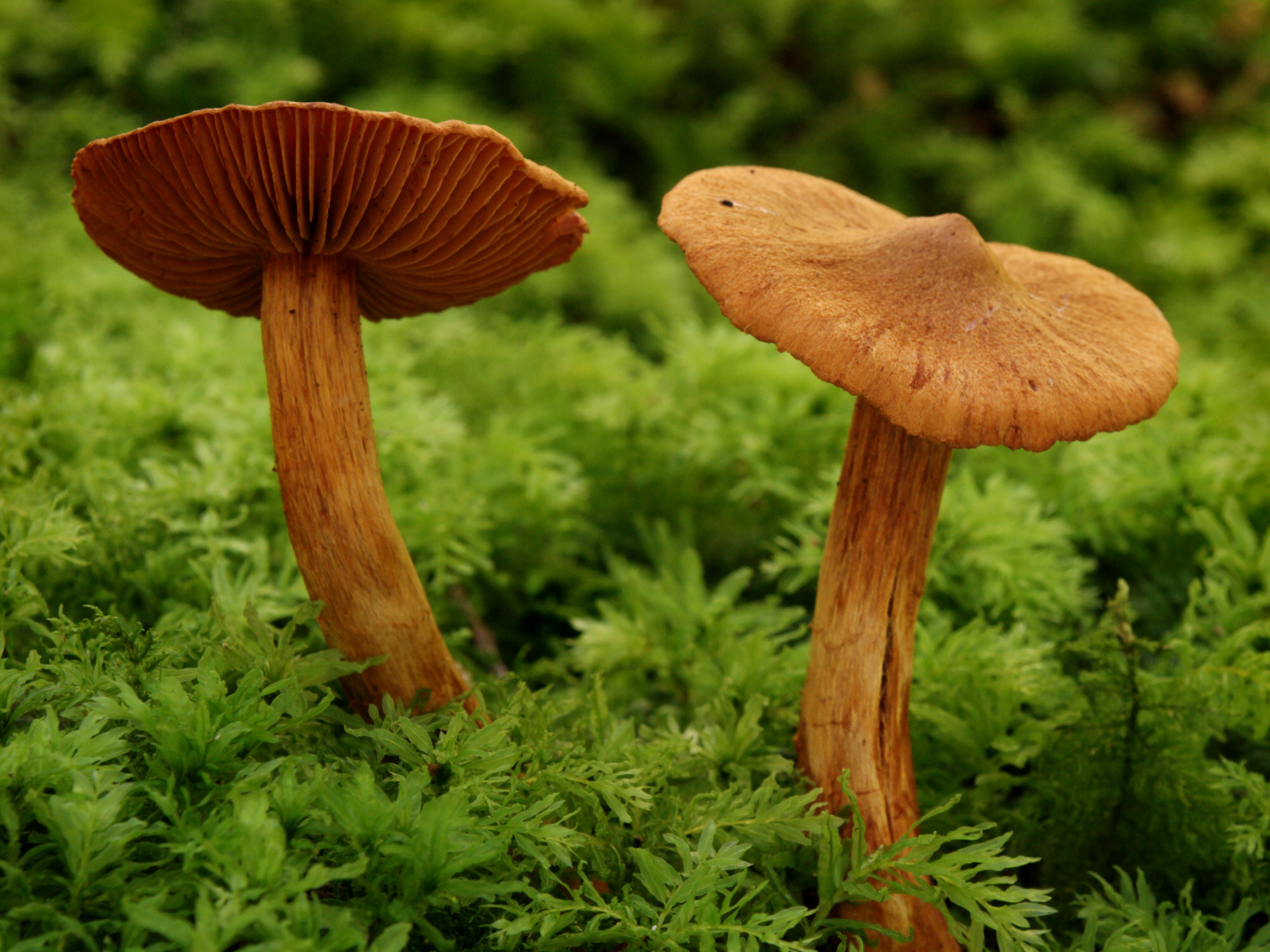
!!!Cortinarius rubellus!!!
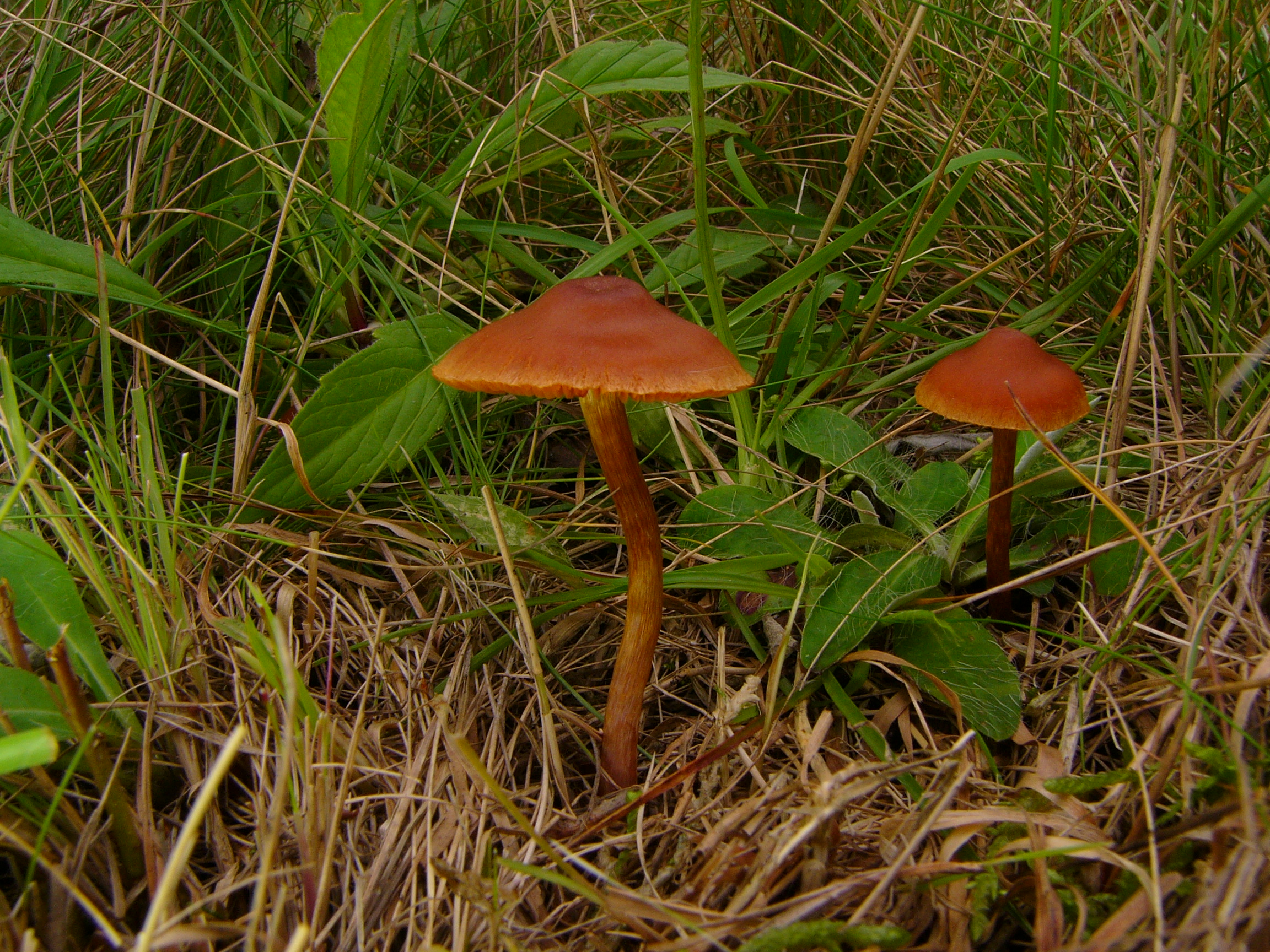
!!Cortinarius sanguineus!!
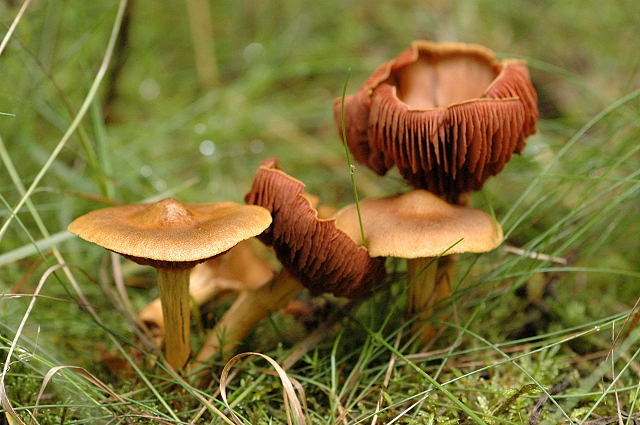
!!Cortinarius semisanguineus!!

## Valorificare
Cortinarius uliginosus probabil nu conține orelanină sau substanțe similare, dar este considerat foarte suspect și nu trebuie consumat sub nicio formă, ce interzice deja mirosul și gustul neplăcut. Cazuri directe de otrăvire nu sunt cunoscute, deoarece ingredientele sale sunt încă foarte necunoscute.
În principiu, la acest subgen teste gustative trebuie evitate chiar și în cantități foarte mici, în special, din cauza riscului de afectare a organelor.
După ce ciuperca conține substanța organică antrachinonă, alcătuită din cristale gălbui, ea poate servi ca materie primă pentru unii coloranți.